# Виливниця

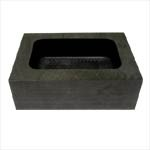
Графітова виливниця

Виливни́ця, також му́льда (від нім. Mulde — «корито») — металева форма для розливання металу і утворення зливків.

## Класифікація виливниць
- За конструкцією: пляшкові, глуходонні, наскрізні; вертикальні та горизонтальні; прямокутного, круглого, квадратного або іншого поперечного перерізу; з дном або без дна (наскрізні).
- За способом заливання металу: що заповнюються зверху, що заповнюються знизу (сифонне розливання).
- За способом ужитку: промислові та ювелірні

## Застосування для певних сплавів
Найбільшого поширення в промисловості одержали чавунні виливниці вертикального типу для розливання сталі. У таких виливницях одержують вертикальні сталеві зливки, які потім використовуються для виготовлення заготовок для прокатного виробництва. Для розливання чавуну на розливальних машинах застосовують виливниці горизонтального типу (мульди), в яких одержують чушковий чавун. Для розливання феросплавів і деяких кольорових металів застосовують виливниці у вигляді невисоких ванн, іноді з вертикальними перегородками.
З метою зменшення усадочної раковини в зливках виливниці виготовляють із резервуаром для додатку.

## З історії
Виливниця згадується в середньовічних виданнях з гірництва та металургії, зокрема, в 11 розділі книги «De Re Metallica» Георга Агріколи (1556 р.):
| Тепер я скажу кілька слів про те, якими повинні бути довгі мідні виливниці, що так часто згадуються мною. Вони повинні мати довжину 1¼ фута їх заокруглене вниз заглиблення повинно мати зверху ширину ¾ фута і 1 палець. |